# Paliwo gazowe
Paliwo gazowe – mieszanina wieloskładnikowa gazów palnych i niepalnych, pochodzenia naturalnego lub sztucznego.
Podstawowymi wielkościami charakteryzującymi paliwo gazowe są:
- ciepło spalania i wartość opałowa
- gęstość i gęstość względna
- liczba Wobbego
- prędkość spalania i granica wybuchowości

Do najważniejszych paliw gazowych należą:
- metan – gaz ziemny (w tym LNG i CNG), biogaz
- gaz płynny LPG
- eter dimetylowy DME
- gaz generatorowy
- gaz koksowniczy
- gaz wielkopiecowy
- acetylen
- wodór

Według polskiego Prawa energetycznego jest to gaz ziemny wysokometanowy lub zaazotowany, w tym skroplony gaz ziemny oraz propan-butan lub inne rodzaje gazu palnego, dostarczane za pomocą sieci gazowej, a także biogaz rolniczy, niezależnie od ich przeznaczenia.